# Kanton Montreuil
Der Kanton Montreuil ist ein ehemaliger, bis 2015 bestehender französischer Wahlkreis im Arrondissement Montreuil, im Département Pas-de-Calais und in der Region Nord-Pas-de-Calais; sein Hauptort war Montreuil-sur-Mer. Vertreter im Generalrat des Départements war zuletzt von 1994 bis 2015 Bernard Pion (UMP).
Der Kanton Montreuil war 165,68 km² groß und hatte im Jahr 22.203 Einwohner (Stand: 2012).

## Gemeinden
Der Wahlkreis umfasste 17 Gemeinden:
| Gemeinde                    | Einwohner Jahr | Fläche km² | Bevölkerungsdichte | Code INSEE | Postleitzahl |
| --------------------------- | -------------- | ---------- | ------------------ | ---------- | ------------ |
| Beaumerie-Saint-Martin      | 389 (2013)     | 9,37       | 42 Einw./km²       | 62094      | 62170        |
| La Calotterie               | 647 (2013)     | 9,48       | 68 Einw./km²       | 62196      | 62170        |
| Campigneulles-les-Grandes   | 314 (2013)     | 5,34       | 59 Einw./km²       | 62206      | 62170        |
| Campigneulles-les-Petites   | 581 (2013)     | 6,19       | 94 Einw./km²       | 62207      | 62170        |
| Cucq                        | 5128 (2013)    | 13,16      | 390 Einw./km²      | 62261      | 62780        |
| Écuires                     | 775 (2013)     | 9,15       | 85 Einw./km²       | 62289      | 62170        |
| Lépine                      | 271 (2013)     | 10,82      | 25 Einw./km²       | 62499      | 62170        |
| La Madelaine-sous-Montreuil | 170 (2013)     | 2,46       | 69 Einw./km²       | 62535      | 62170        |
| Merlimont                   | 3220 (2013)    | 21,49      | 150 Einw./km²      | 62571      | 62155        |
| Montreuil-sur-Mer           | 2148 (2013)    | 2,85       | 754 Einw./km²      | 62588      | 62170        |
| Nempont-Saint-Firmin        | 174 (2013)     | 4,48       | 39 Einw./km²       | 62602      | 62180        |
| Neuville-sous-Montreuil     | 658 (2013)     | 8,82       | 75 Einw./km²       | 62610      | 62170        |
| Saint-Aubin                 | 266 (2013)     | 4,54       | 59 Einw./km²       | 62742      | 62170        |
| Saint-Josse                 | 1160 (2013)    | 21,1       | 55 Einw./km²       | 62752      | 62170        |
| Sorrus                      | 722 (2013)     | 6,79       | 106 Einw./km²      | 62799      | 62170        |
| Le Touquet-Paris-Plage      | 4475 (2013)    | 15,31      | 292 Einw./km²      | 62826      | 62520        |
| Wailly-Beaucamp             | 1019 (2013)    | 14,33      | 71 Einw./km²       | 62870      | 62170        |